# Cena Hanno R. Ellenbogenové
Cena Hanno R. Ellenbogen za výjimečnou službu veřejnosti (anglicky Hanno R. Ellenbogen Citizenship Award) je každoročně udělována lidem, kteří věnují svůj život veřejné službě. Byla založena roku 2000 neziskovými organizacemi Prague Society for International Cooperation a Global Panel Foundation. Je pojmenována na počest matky prezidenta Prague Society Marca S. Ellenbogena. Spolu s oceněním se předává peněžní částka 150 000 Kč, kterou příjemce ceny dá nějaké mladé osobě, která je na začátku své kariéry, ale která již nějak přispěla k rozvoji na poli mezinárodních vztahů.
Prezident Prague Society Marc S. Ellenbogen, jenž jmenoval tuto cenu na počest jeho matky, vyjadřuje důležitost této ceny slovy: „Závazek ideálům veřejné služby a společnému dobru, prolomení bariér, které rozdělují lidi od lidí v jejich společném osudu. Je naší povinností podpořit tyto závazky ve všech kolem nás – především v naší mládeži.“
Zajímavým faktem je, že Prague Society v zastoupení svého prezidenta Marca S. Ellenbogena trvají na tom, že „Cena Hanno R. Ellenbogen“ je oficiálním názvem ocenění v češtině.

## Seznam příjemců
Seznam příjemců.
1. První: Vladimir Ashkenazy a dirigentský sbor České filharmonie[3]
2. Druhá: Madeleine Albrightová[4]
3. Třetí: Václav Havel[5]
4. Čtvrtý: Lord Robertson of Port Ellen
5. Pátý: Miloš Forman
6. Šestý: Michal I. Rumunský[6]
7. Sedmý: Aljaksandar Milinkevič[7]
8. Osmý: Desmond Mullan
9. Devátý: 14. tibetský dalajláma[8]
10. Desátý: Adam Michnik[9]
11. Jedenáctý: Wesley Clark, Jiří Dienstbier a Andrés Pastrana[10]
12. Dvanáctý: Wesley Clark, Jiří Dienstbier a Andrés Pastrana[10]
13. Třináctý: Wesley Clark, Jiří Dienstbier a Andrés Pastrana[10]
14. Čtrnáctá: Věra Čáslavská[11]
15. Patnáctá: Iva Drápalová[12]
16. Šestnáctí: Tony Fitzjohn a Souad Mekhennet[13]
17. Sedmnáctí: Magda Vášáryová a Zdeněk Tůma[13]
18. Osmnáctí: The Santa Marta Group a její představitel kardinál Vincent Nichols[14][15]
19. Speciální pamětní ocenění: Ján Kuciak, Martina Kušnírová, Tom Nicholson[16]
20. Devatenáctí: Ivan M. Havel, Ivan Chvatík
21. Dvacátí: Hans-Dietrich Genscher, Markus Meckel
22. Jednadvacátý: Ivo Josipovic[17]
23. Dvaadvacátý: Ma Thida[18]
24. Třiadvacátá: Yevgeniya Chirikova[19]
25. Čtyřiadvacátý: Milan Kňažko
26. Pětadvacátý: kardinál Dominik Duka[20]